# Simon & Garfunkel
Simon & Garfunkel was een Amerikaans zangduo bestaande uit Paul Simon en Art Garfunkel. Ze traden voor het eerst onder de naam "Tom & Jerry" op in de tweede helft van de jaren vijftig en sinds de jaren zestig als Simon & Garfunkel. In 1970 gingen ze uit elkaar om sindsdien sporadisch voor eenmalige concerten of tours weer bij elkaar te komen.

## Ontstaan

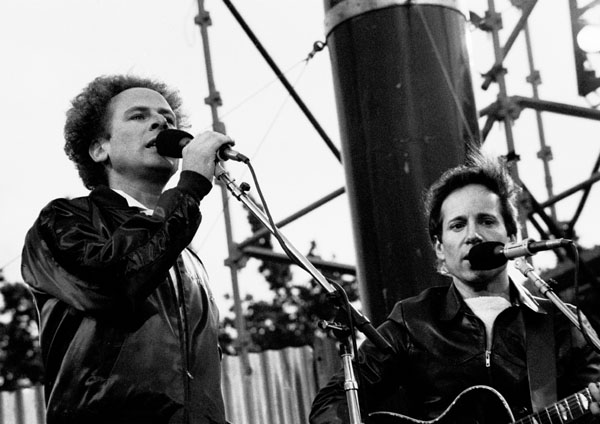
Simon & Garfunkel in Dublin, 1982

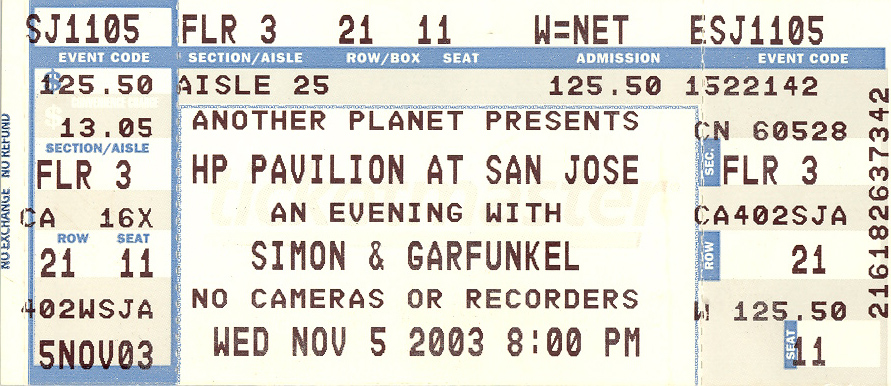
kaartje voor een optreden van Simon & Garfunkel (2003)

Tijdens hun middelbareschooltijd begonnen Simon en Garfunkel met het zingen van liedjes van onder andere The Everly Brothers. In 1956 namen ze de artiestennamen Tom and Jerry aan (Paul Simon als Jerry Landis en Art Garfunkel als Tom Graph), startten daarmee officieel een carrière en kregen een eerste opnamecontract. In 1957 schreven ze voor het eerst eigen teksten en scoorden een eerste hit: nummer 49 in de Billboard-lijst Hey schoolgirl. Volgende pogingen tot hits te komen bleken niet succesvol en na de middelbare school ging elk zijn eigen weg.
In de daarop volgende periode zagen ze elkaar weinig. In 1962 ontmoetten ze elkaar weer en eind 1963 traden ze op onder de naam Simon & Garfunkel. In 1964 namen ze hun debuutalbum Wednesday morning, 3 A.M. op. Dit folkalbum leidde niet direct tot een groot verkoopsucces, waarna Paul Simon naar Engeland vertrok om zich als singer-songwriter toe te leggen op zijn solocarrière en zijn eerste soloalbum The Paul Simon Songbook uit 1965.

### Doorbraak
In januari 1966 haalde een remix vanuit de studio van hun nummer The Sound of Silence plotseling de hoogste positie in de Amerikaanse hitlijsten. Vanwege dit succes werd met enige haast een tweede album opgenomen met dit nummer als titelsong. Het nummer was in de hele wereld erg succesvol. Voor het vervolgalbum Parsley, sage, rosemary & thyme werd meer tijd genomen. Dit album werd ook in 1966 uitgebracht. Voor beide albums werden nummers gebruikt van Simon’s soloalbum The Paul Simon Songbook uit 1965. 
Doordat muziek van Simon & Garfunkel in 1967 werd gebruikt als soundtrack voor de film The Graduate (met Dustin Hoffman in de hoofdrol) werd hun naam definitief gevestigd. Met hun rustige, goed in het gehoor liggende en mild maatschappijkritische nummers stegen ze in de hitparades. Er volgde nog twee albums: het conceptalbum Bookends in 1968 en het iconische Bridge over troubled water in 1970.
Nummers als The Sound of Silence, Homeward Bound, I Am a Rock, Kathy's Song, April Come She Will, A Hazy Shade of Winter, America, Scarborough Fair, Mrs. Robinson, The Boxer, Bridge over troubled water, Cecilia, El cóndor pasa en My Little Town zijn nog steeds bij veel mensen bekend. Het duo heeft ook een song gewijd aan de beroemde architect Frank Lloyd Wright. Vrijwel alle nummers werden geschreven door Paul Simon. Sommige van hun songs hebben de status van evergreen bereikt. Simon & Garfunkel wonnen samen vijf Grammy Awards voor hun albums.
Vanwege oplopende onderlinge spanningen ging het duo in 1970 uit elkaar.

### Reünie
In 1975 werkten Simon en Garfunkel voor het eerst sinds 1970 weer samen aan het nummer My Little Town, dat dat jaar zowel op Simon's album Still Crazy After All These Years verscheen als op Garfunkel's album Breakaway, maar van een echte reünie kwam het niet.
Op 19 september 1981 traden Paul Simon en Art Garfunkel weer voor het eerst na elf jaar samen op met een concert in Central Park in New York. Bijna een half miljoen mensen waren aanwezig bij dit memorabele optreden. Hierop volgde een reünietournee. Er volgden meerdere optredens en aanvankelijk zou er ook nieuw album komen. Daar kwam het uiteindelijk niet van en het hiervoor door Paul Simon geschreven materiaal kwam terecht op diens soloalbum Hearts and bones.
In 2003 ontving het duo een Grammy Lifetime Achievement Award. In 2004 hielden zij de Old Friends Tour en in februari 2009 kondigde Garfunkel aan dat zij mogelijk weer aan een nieuwe tournee zouden beginnen. In juni en juli 2009 was er een tour door Australië, Nieuw-Zeeland en Japan.

## Discografie
- Zie ook discografie Paul Simon.
- Zie ook discografie Art Garfunkel.

### Albums
| Album met eventuele hitnotering(en) in de Nederlandse Album Top 100 | Datum van verschijnen | Datum van binnenkomst | Hoogste positie | Aantal weken | Opmerkingen                         |
| ------------------------------------------------------------------- | --------------------- | --------------------- | --------------- | ------------ | ----------------------------------- |
| Wednesday morning, 3 A.M.                                           | 1964                  | -                     | -               | -            |                                     |
| Sounds of silence                                                   | 1966                  | -                     | -               | -            |                                     |
| Parsley, sage, rosemary & thyme                                     | 1966                  | -                     | -               | -            |                                     |
| The graduate                                                        | 1968                  | 12 april 1969         | 10              | 17           | Soundtrack                          |
| Bookends                                                            | 1968                  | 28 juni 1969          | 14              | 4            |                                     |
| Bridge over troubled water                                          | 1970                  | 7 maart 1970          | 1 (13wk)        | 31           |                                     |
| Greatest hits                                                       | 1972                  | 29 juli 1972          | 1 (6wk)         | 16           | Verzamelalbum                       |
| The concert in Central Park                                         | 1982                  | 6 maart 1982          | 1 (16wk)        | 79           | Livealbum / Nr.1 in de TV LP Top 15 |
| The collection                                                      | 1987                  | 28 november 1987      | 4               | 58           | Verzamelalbum                       |
| The definitive Simon & Garfunkel                                    | 1995                  | 18 maart 1995         | 35              | 13           | Verzamelalbum                       |
| The essential                                                       | 2003                  | 13 december 2003      | 64              | 6            | Verzamelalbum                       |
| The best of Simon & Garfunkel                                       | 2004                  | 3 juli 2004           | 16              | 12           | Verzamelalbum                       |
| The collection                                                      | 2007                  | 29 september 2007     | 65              | 5            | Verzamelbox (6 cd)                  |
| Bridge over troubled water (40th Anniversary edition)               | 25 maart 2011         | 2 april 2011          | 29              | 9            |                                     |

| Album met hitnotering(en) in de Vlaamse Ultratop 200 albums | Datum van verschijnen | Datum van binnenkomst | Hoogste positie | Aantal weken | Opmerkingen   |
| ----------------------------------------------------------- | --------------------- | --------------------- | --------------- | ------------ | ------------- |
| Tales from New York - The very best of Simon & Garfunkel    | 2000                  | 5 februari 2000       | 25              | 6            | Verzamelalbum |
| Simon & Garfunkel's greatest hits                           | 2004                  | 31 juli 2004          | 84              | 4            | Verzamelalbum |
| The best of Simon & Garfunkel                               | 2004                  | 6 november 2004       | 71              | 2            | Verzamelalbum |
| Bridge over troubled water                                  | 2011                  | 2 april 2011          | 43              | 7            |               |

### Singles
| Single met eventuele hitnotering(en) in de Nederlandse Top 40 | Datum van verschijnen | Datum van binnenkomst | Hoogste positie | Aantal weken | Opmerkingen                                     |
| ------------------------------------------------------------- | --------------------- | --------------------- | --------------- | ------------ | ----------------------------------------------- |
| Hey, schoolgirl                                               | 1957                  | -                     | -               | -            |                                                 |
| The sound of silence                                          | 1965                  | 15 januari 1966       | 10              | 13           |                                                 |
| Homeward bound                                                | 1966                  | 2 april 1966          | 4               | 13           |                                                 |
| I am a rock                                                   | 1966                  | 11 juni 1966          | 11              | 10           |                                                 |
| The dangling conversation                                     | 1966                  | -                     | -               | -            |                                                 |
| A hazy shade of winter                                        | 1966                  | -                     | -               | -            |                                                 |
| At the zoo                                                    | 1967                  | -                     | -               | -            |                                                 |
| Fakin' it                                                     | 1967                  | 19 augustus 1967      | tip             | -            |                                                 |
| Scarborough fair                                              | 1968                  | -                     | -               | -            |                                                 |
| Mrs. Robinson                                                 | 1968                  | 1 juni 1968           | 8               | 11           |                                                 |
| The Boxer                                                     | 1969                  | 3 mei 1969            | 3               | 11           | Nr. 2 in de Single Top 100                      |
| Bridge over troubled water                                    | 1970                  | 21 februari 1970      | 5               | 12           | Nr. 5 in de Single Top 100                      |
| El cóndor pasa (If I could)                                   | 1970                  | 22 maart 1970         | 1(7wk)          | 17           | Nr. 1 in de Single Top 100                      |
| Cecilia                                                       | 1970                  | 9 mei 1970            | 2               | 11           | Nr. 1 in de Single Top 100                      |
| 7 O'Clock news - Silent night                                 | 1970                  | 5 december 1970       | tip4            | -            |                                                 |
| For Emily, whenever I may find her (live)                     | 1972                  | 9 september 1972      | tip22           | -            |                                                 |
| My little town                                                | 1975                  | 13 december 1975      | 14              | 6            | Nr. 17 in de Single Top 100 / Alarmschijf       |
| (What a) Wonderful world                                      | 1978                  | 4 februari 1978       | tip19           | -            | als Art Garfunkel met Paul Simon & James Taylor |

| Single met hitnotering(en) in de Vlaamse Ultratop 50 | Datum van verschijnen | Datum van binnenkomst | Hoogste positie | Aantal weken | Opmerkingen                 |
| ---------------------------------------------------- | --------------------- | --------------------- | --------------- | ------------ | --------------------------- |
| Bridge over troubled water                           | 1970                  | -                     |                 |              | Nr. 16 in de Radio 2 Top 30 |
| El cóndor pasa (If I could)                          | 1970                  | -                     |                 |              | Nr. 2 in de Radio 2 Top 30  |
| Cecilia                                              | 1970                  | -                     |                 |              | Nr. 2 in de Radio 2 Top 30  |
| My little town                                       | 1975                  | -                     |                 |              | Nr. 28 in de Radio 2 Top 30 |

### NPO Radio 2 Top 2000
| Nummers met noteringen in de NPO Radio 2 Top 2000 | '99  | '00  | '01  | '02  | '03  | '04  | '05  | '06  | '07  | '08  | '09  | '10  | '11  | '12  | '13  | '14  | '15  | '16  | '17  | '18  | '19  | '20  | '21  | '22  | '23  | '24  |
| ------------------------------------------------- | ---- | ---- | ---- | ---- | ---- | ---- | ---- | ---- | ---- | ---- | ---- | ---- | ---- | ---- | ---- | ---- | ---- | ---- | ---- | ---- | ---- | ---- | ---- | ---- | ---- | ---- |
| Bridge over Troubled Water                        | 9    | 27   | 17   | 32   | 32   | 45   | 42   | 43   | 66   | 43   | 39   | 32   | 33   | 38   | 38   | 48   | 59   | 52   | 58   | 61   | 82   | 48   | 55   | 72   | 78   | 90   |
| Cecilia                                           | 776  | 1311 | 730  | 1206 | 1390 | 1219 | 1011 | 1195 | 1470 | 1220 | 1232 | 1246 | 1167 | 1114 | 1241 | 1396 | 1562 | 1437 | 1470 | 1539 | 1392 | 1038 | 1187 | 1305 | 1519 | 1438 |
| El cóndor pasa (If I could)                       | 516  | 464  | 342  | 706  | 674  | 657  | 623  | 559  | 868  | 632  | 676  | 578  | 615  | 671  | 865  | 927  | 938  | 869  | 1012 | 876  | 899  | 642  | 728  | 845  | 946  | 982  |
| Homeward Bound                                    | 932  | 1170 | 1013 | 1160 | 1205 | 1226 | 1312 | 1245 | 1417 | 1258 | 1241 | 1251 | 1219 | 1452 | 1456 | 1523 | 1573 | 1681 | 1924 | 1354 | 1590 | 555  | 838  | 895  | 1198 | 1142 |
| I Am a Rock                                       | 1105 | 1175 | 761  | 1373 | 1300 | 1432 | 1187 | 1259 | 1490 | 1310 | 1576 | 1530 | 1622 | 1465 | 1723 | -    | -    | -    | -    | -    | -    | -    | -    | -    | -    | -    |
| Mrs. Robinson                                     | 499  | 529  | 433  | 519  | 539  | 514  | 553  | 573  | 790  | 591  | 635  | 514  | 478  | 618  | 518  | 642  | 641  | 575  | 659  | 524  | 568  | 370  | 472  | 568  | 674  | 741  |
| My Little Town                                    | 1772 | 1078 | 1491 | 1520 | 1538 | 1725 | 1678 | 1670 | 1800 | 1653 | 1800 | 1668 | 1936 | -    | -    | -    | -    | -    | -    | -    | -    | -    | -    | -    | -    | -    |
| Scarborough Fair                                  | -    | -    | -    | -    | -    | -    | 1125 | 699  | 1078 | 1318 | 649  | 622  | 636  | 674  | 645  | 767  | 830  | 842  | 992  | 1077 | 1153 | 967  | 1069 | 1192 | 1200 | 1348 |
| The Boxer                                         | 165  | 212  | 178  | 174  | 221  | 197  | 200  | 193  | 307  | 205  | 180  | 166  | 141  | 120  | 123  | 144  | 162  | 134  | 140  | 154  | 156  | 132  | 152  | 182  | 225  | 247  |
| The Sound of Silence                              | 49   | 71   | 61   | 64   | 76   | 85   | 101  | 81   | 153  | 92   | 82   | 74   | 58   | 70   | 32   | 42   | 44   | 23   | 28   | 26   | 28   | 23   | 28   | 37   | 37   | 41   |

1. ↑  Een '-' betekent dat het nummer niet was genoteerd en een vetgedrukt getal geeft de hoogste notering van een nummer aan.

### Dvd's
| Dvd's met hitnoteringen in de DVD Top 30 | Datum van verschijnen' | Datum van binnenkomst | Hoogste positie | Aantal weken | Opmerkingen                                                         |
| ---------------------------------------- | ---------------------- | --------------------- | --------------- | ------------ | ------------------------------------------------------------------- |
| The concert in central park              | 2003                   | 8 november 2003       | 1(1wk)          | 46           |                                                                     |
| Old friends - Live on stage              | 2004                   | 4 december 2004       | 6               | 29           |                                                                     |
| Song Of America / The Harmony Game       | 2011                   | 25 maart 2011         |                 |              | extra dvd bij Bridge over troubled water (40th Anniversary edition) |

## Trivia
- De planetoïde Simon-Garfunkel is naar dit zangduo genoemd
- Ook het zangduo Garfunkel and Oates is deels naar Simon & Garfunkel genoemd